# N.14
N.14 är fiktiva tabletter skapade av Hergé och förekommer i Tintin-albumet Det svarta guldet där Doktor Müller har en tub med dessa.

## Effekt
Tabletterna blandas i bensin för att höja bensinens explosionsförmåga i syfte att förstöra motorer. Det framkommer i äventyret Det svarta guldet att N.14 är framställt av en "främmande stormakt" och att ännet mångdubblar bensins sprängkraft. I händelse av krig skulle denna stormakt använda medlet för att förstöra motståndarsidans bränslelager.

## Biverkan
Dupondtarna äter varsin tablett i tron att de är huvudvärkstabletter, till följd att deras hud ändrar färg och de för mycket kraftig och snabb hårväxt. Tabletterna är utformade som brustabletter och förpackade i en aspirintub.

## Motmedel
Det framkommer vidare att Professor Kalkyl uppfunnit dels ett medel som neutraliserar N.14s effekt, dels ett motmedel, en antidot, som botar Dupondtarna.

## Recidiv
I albumet Månen tur och retur (del 2) drabbas Dupondtarna av ett återfall.